# Fundación Aga Khan
La Fundación Aga Khan (en inglés, Aga Khan Foundation —AKF) es una agencia de desarrollo no confesional y no gubernamental, fundada en 1967 por el príncipe Karim al-Hussayni, el Aga Khan IV (actual imán de los ismaelitas chiitas), quien también la dirige. El objetivo de la fundación es desarrollar y promover soluciones creativas a los problemas que impiden el desarrollo social, principalmente en Asia y África Oriental. Con base en Ginebra (Suiza), tiene sucursales y afiliados independientes en 15 países. La fundación es una agencia de la Aga Khan Development Network.

## Áreas de interés
La fundación concentra sus recursos en asuntos selectos relacionados con la salud, la educación, el desarrollo rural y el fortalecimiento de la sociedad civil. Buscando accesos innovadores a problemas genéricos, trata de identificar soluciones que pueden ser adaptadas a las condiciones de muchas diferentes regiones y que a la vez puedan ser reproducidas.
Otros aspectos que entran también en el ámbito de la fundación incluyen el desarrollo de recursos humanos, la participación de la comunidad, equidad de género y los relacionados con el medio ambiente.

## Financiamiento
La fundación es la principal agencia de apoyo para el desarrollo social dentro del Imanato ismaelita chiita. El Aga Khan provee regularmente a la fundación del apoyo económico necesario para la administración y el funcionamiento de las nuevas iniciativas. La comunidad ismaelita contribuye con tiempo de voluntarios, servicios profesionales y con recursos financieros. Otras fuentes de ingresos incluyen apoyos gubernamentales, institucionales y privados, así como donaciones individuales. Como el otorgado por la W.K. Kellogg Foundation, de 400.000 dólares anuales, de 2008 a 2010, para ser usados específicamente en promover el desarrollo económico en el norte de Mozambique.
Los apoyos generalmente se brindan por medio de organizaciones no gubernamentales que comparten los objetivos de la fundación. Cuando no hay ninguna institución apropiada, la fundación ayuda a crear una nueva organización de la sociedad civil o puede manejar los proyectos directamente. En el 2004, la fundación proporcionó 149 millones de dólares en apoyos para 130 proyectos localizados en 16 países.

## Premios y reconocimientos
Entre otros reconocimientos por su trabajo, la fundación recibió el premio 2005 Award for Most Innovative Development Project —para el proyecto de desarrollo más innovador— de la Global Development Network para el Aga Khan Rural Support Programme (AKRSP) —Programa de Apoyo Rural Aga Khan—, por su labor en Pakistán.

## Foco geográfico
La fundación normalmente interviene donde tiene un fuerte voluntariado de base. Actualmente está activa en los siguientes países:
- Afganistán
- Bangladés
- Canadá
- India
- Kenia
- Kirguistán
- Mozambique
- Pakistán
- Portugal
- Suiza
- Siria
- Tayikistán
- Tanzania
- Uganda
- Reino Unido
- Estados Unidos